# Klorknallgas
Klorknallgas är en blandning av vätgas och klorgas. Vid stark belysning exploderar den under bildning av väteklorid. Detta sker enligt formeln:
{\displaystyle \mathrm {H_{2}+Cl_{2}\rightarrow 2HCl} }